# Gurpreet Singh
Gurpreet Singh (Chamkaur Sahib, India, 3 de febrero de 1992) es un futbolista indio. Juega de arquero y su equipo actual es el Bengaluru FC de la Indian Super League.

## Selección
| Selección          | Año           | PJ | Goles |
| ------------------ | ------------- | -- | ----- |
| Selección sub-23   | 2010          | 3  | 0     |
| Selección de India | 2011-presente | 49 | 0     |

## Clubes
| Club                   | País    | Año           | PJ  | Goles Encajados |
| ---------------------- | ------- | ------------- | --- | --------------- |
| East Bengal Club       | India   | 2012-2014     | 34  | 26              |
| Pailan Arrows (cedido) | India   | 2010-2011     | 0   | 0               |
| Stabæk IF              | Noruega | 2014-2017     | 11  | 10              |
| Bengaluru FC           | India   | 2017-presente | 111 | 119             |